# Newport 1958
A Newport 1958 Duke Ellington amerikai jazz-zenész lemeze. A felvételek az 1958-as Newport Jazz Festival-on, és később a Columbia stúdiójában készültek. Az eredeti Newport 1958 album és a francia CD a Newportban játszott dalok stúdióban készült felvételeit tartalmazza. A fellépésen rögzített taps és a tömeg hangja is hallható a lemezen. Szerepel az 1001 lemez, amit hallanod kell, mielőtt meghalsz című könyvben.

## Newport 1958 (eredeti lemez)
|     | Cím                         | Szerző(k)                           | Hossz |
| --- | --------------------------- | ----------------------------------- | ----- |
| 1.  | Just Scratchin' the Surface | Duke Ellington                      | 6:45  |
| 2.  | El Gato                     | William "Cat" Anderson              | 4:18  |
| 3.  | Happy Reunion               | Duke Ellington                      | 2:58  |
| 4.  | Multi-Colored Blue          | Billy Strayhorn                     | 5:33  |
| 5.  | Princess Blue               | Duke Ellington                      | 10:33 |
| 6.  | Jazz Festival Jazz          | Duke Ellington, Billy Strayhorn     | 7:20  |
| 7.  | Mr. Gentle and Mr. Cool     | Harold Shorty Baker, Duke Ellington | 7:06  |
| 8.  | Juniflip                    | Duke Ellington                      | 3:49  |
| 9.  | Prima Bara Dubla            | Duke Ellington, Billy Strayhorn     | 5:43  |
| 10. | Hi Fi Fo Fum                | Duke Ellington                      | 5:58  |

## Live at Newport 1958

### Első lemez
|     | Cím                          | Szerző(k)                             | Hossz |
| --- | ---------------------------- | ------------------------------------- | ----- |
| 1.  | Willis Conover bevezetője    | –                                     | 1:12  |
| 2.  | Take the "A" Train (részlet) | Billy Strayhorn                       | 0:45  |
| 3.  | Princess Blue                | Duke Ellington                        | 12:18 |
| 4.  | Duke's Place                 | Duke Ellington, Bill Katz, Bob Thiele | 2:44  |
| 5.  | Just Scratchin' the Surface  | Duke Ellington                        | 6:24  |
| 6.  | Happy Reunion                | Duke Ellington                        | 3:21  |
| 7.  | Juniflip                     | Duke Ellington                        | 4:02  |
| 8.  | Mr. Gentle and Mr. Cool      | Harold Shorty Baker, Duke Ellington   | 7:17  |
| 9.  | Jazz Festival Jazz           | Duke Ellington, Billy Strayhorn       | 7:08  |
| 10. | Feet Bone                    | Duke Ellington                        | 3:10  |

### Második lemez
|     | Cím                                     | Szerző(k)                             | Hossz |
| --- | --------------------------------------- | ------------------------------------- | ----- |
| 1.  | Hi Fi Fo Fum                            | Duke Ellington                        | 7:52  |
| 2.  | I Got It Bad (and That Ain't Good)      | (Duke Ellington, Paul Francis Webster | 3:42  |
| 3.  | Bill Bailey, Won't You Please Come Home | Hughie Cannon                         | 2:55  |
| 4.  | Prima Bara Dubla                        | Duke Ellington, Billy Strayhorn       | 6:52  |
| 5.  | El Gato                                 | William "Cat" Anderson                | 4:43  |
| 6.  | Multi-Colored Blue                      | Billy Strayhorn                       | 6:32  |
| 7.  | Introduction to Mahalia Jackson         | Willis Conover                        | 1:54  |
| 8.  | Come Sunday                             | Duke Ellington                        | 7:08  |
| 9.  | Keep Your Hand on the Plow              | -                                     | 5:20  |
| 10. | Take the "A" Train (részlet)            | Billy Strayhorn                       | 0:31  |
| 11. | Jones                                   | Duke Ellington, Pauline Reddon        | 2:28  |

## Newport 1958 (Mosaic Records)
|     | Cím                         | Szerző(k)                           | Hossz |
| --- | --------------------------- | ----------------------------------- | ----- |
| 1.  | El Gato                     | William "Cat" Anderson              | 4:10  |
| 2.  | Happy Reunion               | Duke Ellington                      | 2:03  |
| 3.  | Multi-Colored Blue          | Billy Strayhorn                     | 5:00  |
| 4.  | Princess Blue               | Duke Ellington                      | 10:26 |
| 5.  | Jazz Festival Jazz          | Duke Ellington, Billy Strayhorn     | 7:06  |
| 6.  | Mr. Gentle and Mr. Cool     | Harold Shorty Baker, Duke Ellington | 6:59  |
| 7.  | Juniflip                    | Duke Ellington                      | 3:38  |
| 8.  | Hi Fi Fo Fum                | Duke Ellington                      | 5:42  |
| 9.  | Just Scratchin' the Surface | Duke Ellington                      | 6:24  |
| 10. | Happy Reunion               | Duke Ellington                      | 3:23  |
| 11. | Mr. Gentle and Mr. Cool     | Harold Shorty Baker, Duke Ellington | 7:08  |
| 12. | Jazz Festival Jazz          | Duke Ellington, Billy Strayhorn     | 7:06  |
| 13. | Feet Bone                   | Duke Ellington                      | 3:03  |
| 14. | Prima Bara Dubla            | Duke Ellington, Billy Strayhorn     | 6:58  |